# Preservation Hall

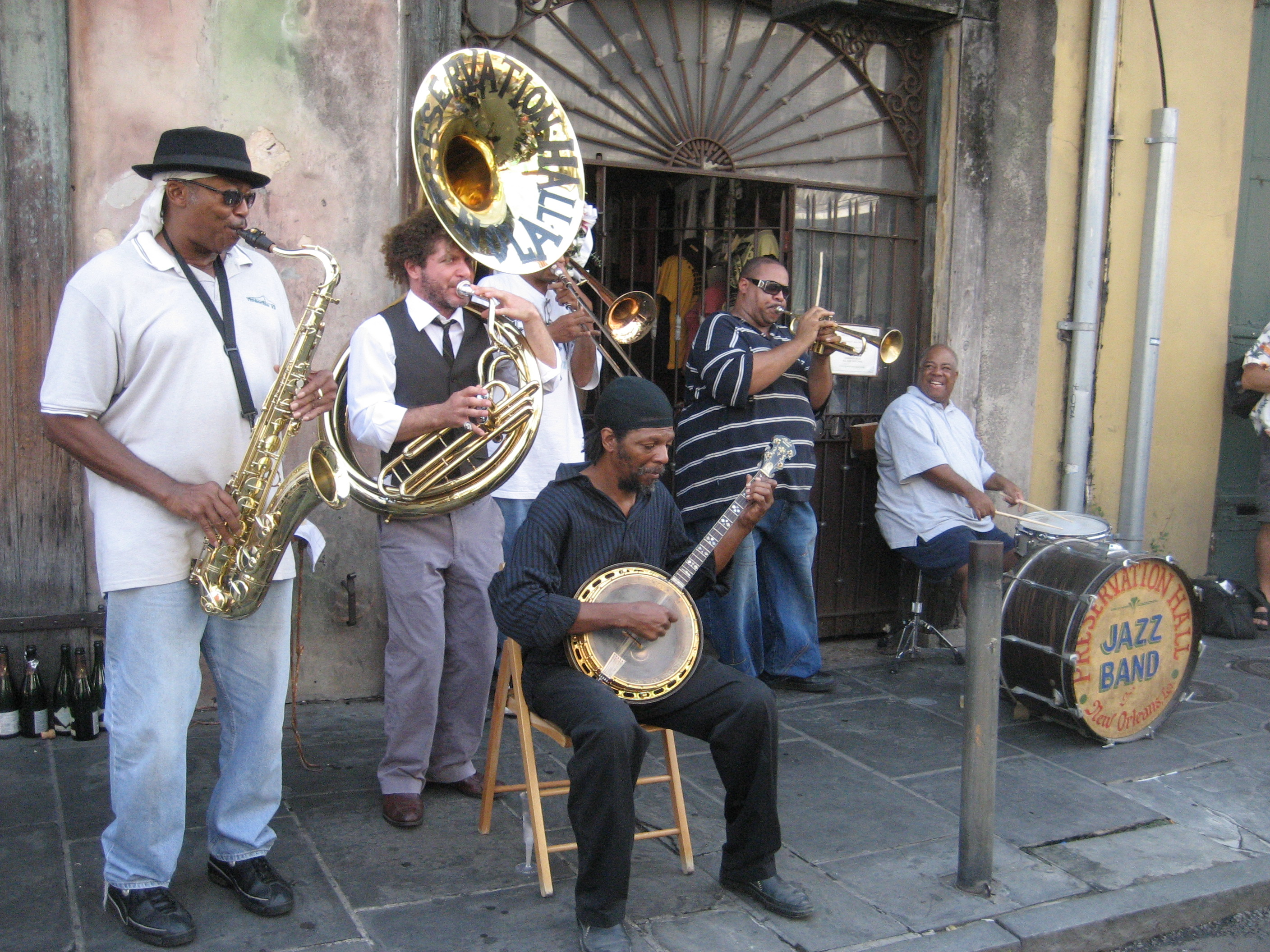
Musiker framförr Preservation Hall, 2007

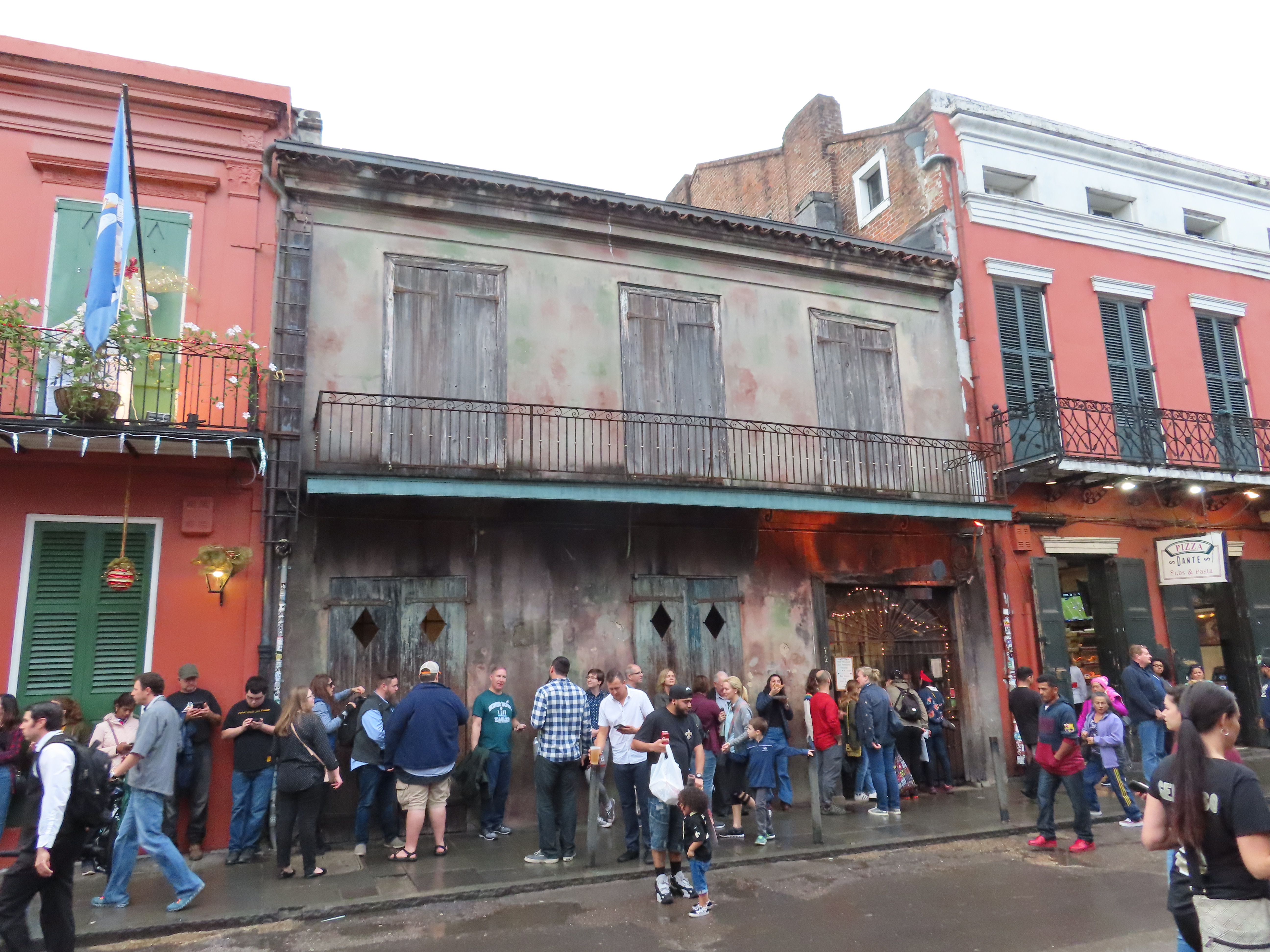
Preservation Hall, 2018

Preservation Hall är en konsertlokal för spelning av New Orleansjazz i French Quarter i New Orleans i Mississippi i USA.

## Byggnad
Byggnaden på 726 St. Peter Street är sedan 1961 lokal för den traditionella jazzen i New Orleans. Den började då användas som konsertlokal av Allan och Sandra Jaffe. Lokalen har behållit sin stil och atmosfär från det tidiga 1900-talet. En del av publiken sitter på träbänkar, men flertalet står.
Stället har gjort sig känt för sitt eget band, Preservation Hall Jazz Band.

## Historik

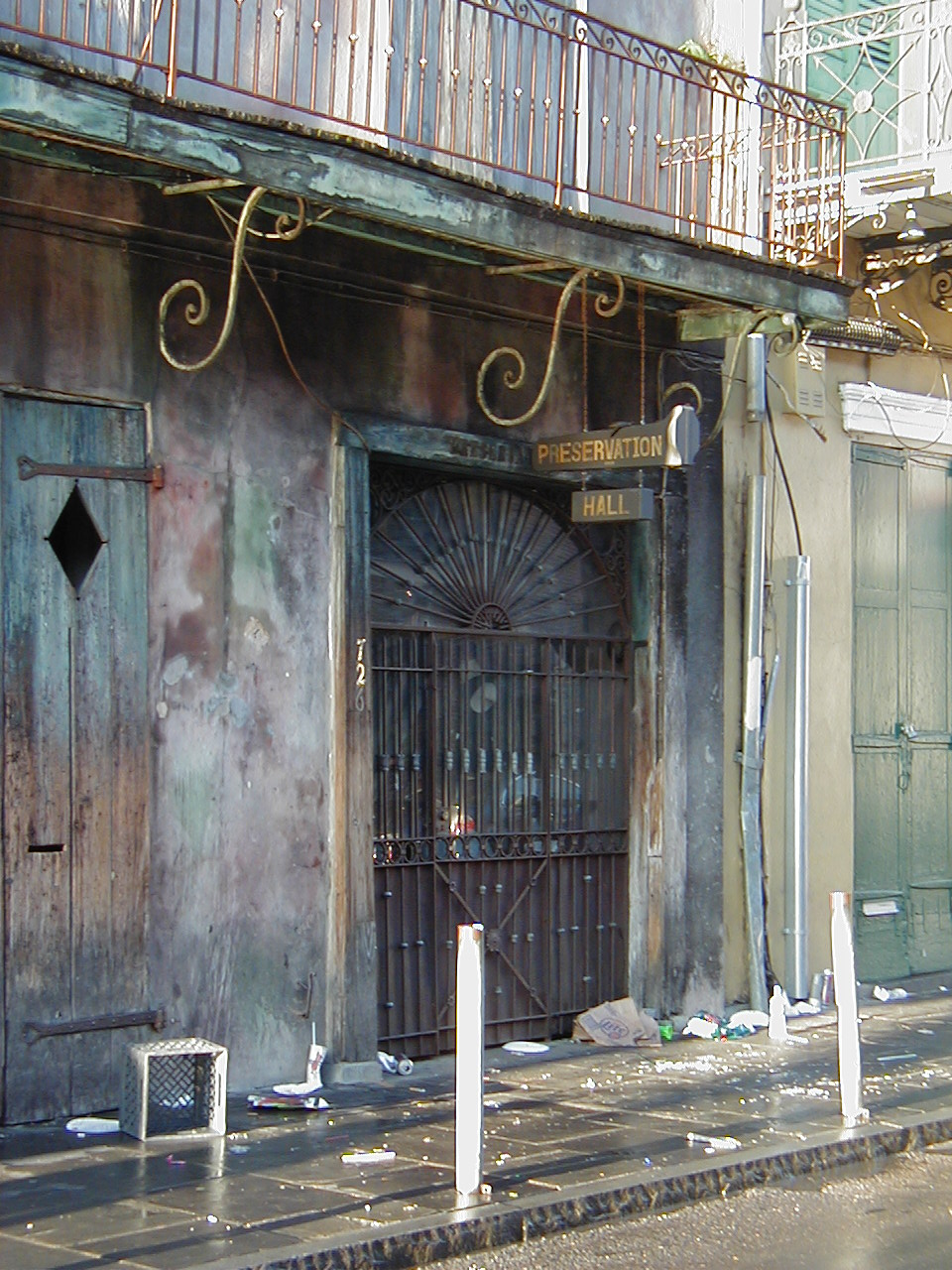
Entrén till Preservation Hall, 2003

Byggnaden som ligger i New Orleans äldsta del, uppfördes omkring 1750 som privatbostad, och användes på 1800-talet då och då som ölkrog och senare som fotoateljé. Efter andra världskriget var Preservation Hall först ett konstgalleri, ägt av Larry Borenstein (1919–1981) som för sina vänner anordnade jamsessions. Då han ofta var tvungen att hålla sitt galleri öppet, hade han ingen tid att själv lyssna på jazz och kom då idén att anordna konserter i galleriet. Senare kom hans sponsorer som Barbara Reed 1961 på idén att bilda den allmännyttiga Society for the Preservation of Traditional New Orleans. En av musikerna, Allan Jaffe, och hans fru Sandra tog samma år över Preservation Hall. Allan Jaffe organiserade framträdandena. Efter hans död 1987, övertog hans fru lokalen och drev den till sin död 2021. 
Efter den förödande Orkanen Katrina, som härjade New Orleans 2005, särskilt med ett veckolångt högvatten, var inte de högre belägna delarna av French Quarter allvarligt utsatta, varför Preservation Hall kunde återöppnas i april 2006.